# خوسيه بورغز
خوسيه بورغز هو لاعب كرة قاعدة كوبي، (ولد في كوبا 1882  م).